# Lichtervelde
Lichtervelde là một đô thị ở tỉnh Tây Flanders. Đô thị này chỉ gồm thị trấn Lichtervelde proper. Tại thời điểm ngày 1 tháng 1 năm 2006, Lichtervelde có dân số 8.400 người. Tổng diện tích là 25.93 km² với mật độ dân số là 324 người trên mỗi km². Ở đây có nhà thờ cao 64 mét. Đây là quê hương của Charles Joseph Van Depoele.